# Pointel
Pointel település Franciaországban, Orne megyében. Lakosainak száma 305 fő (2022. január 1.). Pointel Saint-André-de-Briouze, Briouze, Lignou, Le Ménil-de-Briouze és Saint-Hilaire-de-Briouze községekkel határos.

## Népesség
A település népességének változása:
| Lakosok száma | 303  | 324  | 384  | 330  | 319  | 315  | 311  | 309  | 305  |
|               | 2013 | 2015 | 2016 | 2017 | 2018 | 2019 | 2020 | 2021 | 2022 |